# Erny Pinckert
William Ernest „Erny/Ernie“ Pinckert (* 1. Mai 1907 in Medford, Wisconsin; † 30. August 1977 in Los Angeles, Kalifornien) war ein US-amerikanischer American-Football-Spieler. Er spielte in der National Football League (NFL) für die Washington Redskins.

## Jugend
Erny Pinckert wurde als Sohn einer aus Sachsen-Anhalt stammenden Familie in Medford geboren. Er hatte neun Geschwister. Nach dem Umzug seiner Familie besuchte er in San Bernardino, Kalifornien, die Highschool, wo er als Fullback American Football in der Schulmannschaft spielte. Im Jahr 1926 wurde er als bester Highschool-Football-Spieler von Kalifornien ausgezeichnet.

## Spielerlaufbahn

### College
Nach seinem Schulabschluss studierte Erny Pinckert an der University of Southern California. Für deren Footballmannschaft, die USC Trojans, spielte er als Halfback. Aufgrund seiner sportlichen Leistungen wurde er von seinem College in den Jahren 1929 bis 1931 ausgezeichnet. In den Jahren 1930 und 1931 erfolgte die Wahl zum All-American. Im Jahr 1930 konnte er mit seiner Mannschaft zum ersten Mal in den Rose-Bowl einziehen. Gegner war die Mannschaft der University of Pittsburgh, die sich mit 47:14 den Trojans geschlagen geben musste. Pinckert gelang in diesem Spiel ein Touchdown. Zwei Jahre später machte er erneut landesweit auf sich aufmerksam. Er spielte als Blocking Back mit seiner Mannschaft wiederum im Rose Bowl, diesmal gegen die Mannschaft der Tulane University. Mit zwei Touchdowns trug er entscheidend zum 21:12-Sieg seiner Mannschaft bei und wurde nach dem Spiel zum Most Valuable Player ernannt.

### NFL
Im Jahr 1932 schloss sich Pinckert den Boston Braves an. Die Mannschaft wurde im folgenden Jahr in Redskins umbenannt. Vor der Saison 1937 zogen die Redskins nach Washington, D.C. um. In dieser Saison übernahm Ray Flaherty das Amt des Head Coaches bei der Mannschaft. Ferner konnte mit Sammy Baugh einer der besten Quarterbacks der NFL-Geschichte an das Team gebunden werden. Die Redskins gewannen in dieser Spielrunde in der Regular Season acht von elf Spielen, was den Einzug in das NFL-Meisterschaftsspiel einbrachte. Der Kontrahent in diesem Spiel waren die von George Halas betreuten Chicago Bears, die mit einer 28:21-Niederlage das Spielfeld verlassen mussten. 1940 revanchierten sich dann die Bears für diese Endspielniederlage. Die Redskins hatten sich mit neun Siegen aus elf Spielen erneut für das Endspiel qualifiziert und konnten diesmal ihren Gegner mit 73:0 besiegen. Nach dieser Niederlage beendete Pinckert seine Profilaufbahn.

## Nach der Laufbahn
Erny Pinckert arbeitete nach seiner Laufbahn in Kalifornien in der Modebranche. Er war verheiratet und hatte drei Kinder. Ernest Pinckert ist auf dem Holy Cross Cemetery in Culver City, Kalifornien, beerdigt.

## Ehrungen
Erny Pinckert wurde zweimal in den Pro Bowl gewählt und ist Mitglied in der College Football Hall of Fame, in der Rose Bowl Hall of Fame und in der USC Athletic Hall of Fame.